# Дабаш
Дабаш (мађ. Dabas) град је у Мађарској. Дабаш је значајан град у оквиру жупаније Пешта, а истовремено и важно предграђе престонице државе, Будимпеште.
Дабаш има 16.671 становника према подацима из 2009. године.

## Географија
Град Дабаш се налази у средишњем делу Мађарске. Од престонице Будимпеште град је удаљен 50 km југоисточно. Град се налази у средишњем делу Панонске низије.

## Галерија
- Протестантска црква
- Старо здање самоуправе
- Градски музеј